# 一碌蔗
《一碌蔗》是2002年首映的香港電影。葉錦鴻導演，鍾欣桐、蔡卓妍、余文樂、黃又南主演。

## 演员
| 演员   | 角色     | 备注             |
| 鍾欣桐 | 滅絕師太 | 喜歡阿凡         |
| 蔡卓妍 | 阿南     | 喜歡阿凡         |
| 余文樂 | 阿凡     | 喜歡滅絕師太     |
| 黃又南 | 魚蛋明   | 喜歡阿南         |
| 黃秋生 | 大喪     | 阿凡仇人         |
| 谷祖琳 | 大喪妻   |                  |
| 李燦森 | 凡父     | 客串             |
| 蔡安蕎 | 凡母     |                  |
| 李楓   | 凡祖母   |                  |
| 葛民輝 | 葛彪     | 南父             |
| 谷德昭 | 村長     | 客串             |
| 林雪   | 街坊     | 客串             |
| 杜汶澤 | 街坊     | 客串             |
| 張同祖 | 僑叔     |                  |
| 舒淇   | 神秘女子 | 客串，呼應半支煙 |

## 獎項提名
| 獎項       | 名字   | 結果 |
| ---------- | ------ | ---- |
| 最佳男配角 | 黃秋生 | 提名 |
| 最佳新演員 | 黃又南 | 提名 |

## 外部連結
- 開眼電影網上《一碌蔗》的資料（繁體中文）
- 香港影庫上《一碌蔗》的資料（繁體中文）
- 时光网上《一碌蔗》的資料（简体中文）
- 豆瓣电影上《一碌蔗》的資料 （简体中文）
- AllMovie上《一碌蔗》的资料（英文）
- 爛番茄上《一碌蔗》的資料（英文）
- 互联网电影数据库（IMDb）上《一碌蔗》的资料（英文）
- 回味無窮的《一碌蔗》（页面存档备份，存于）